# Micratemnus ceylonicus
Espèce
Micratemnus ceylonicus est une espèce de pseudoscorpions de la famille des Atemnidae.

## Distribution
Cette espèce se rencontre au Sri Lanka, en Inde et en Thaïlande.

## Étymologie
Son nom d'espèce lui a été donné en référence au lieu de sa découverte, Ceylan.

## Publication originale
- Beier, 1973 : Pseudoscorpionidea von Ceylon. Entomologica Scandinavica, vol. 4, Supplement, p. 39-55.